# Летаяць
Летаяць (хорв. Letajac) — населений пункт у Хорватії, в Істрійській жупанії у складі громади Раша.

## Населення
Населення за даними перепису 2011 року становило 33 осіб.
Динаміка чисельності населення поселення:

## Клімат
Середня річна температура становить 13,88 °C, середня максимальна – 27,12 °C, а середня мінімальна – 0,24 °C. Середня річна кількість опадів – 954 мм.
| Клімат поселення                              | Клімат поселення | Клімат поселення | Клімат поселення | Клімат поселення | Клімат поселення | Клімат поселення | Клімат поселення | Клімат поселення | Клімат поселення | Клімат поселення | Клімат поселення | Клімат поселення | Клімат поселення |
| Показник                                      | Січ.             | Лют.             | Бер.             | Квіт.            | Трав.            | Черв.            | Лип.             | Серп.            | Вер.             | Жовт.            | Лист.            | Груд.            |                  |
| Середній максимум, °C                         | 10,42            | 10,88            | 13,92            | 17,01            | 22,05            | 26,35            | 27,12            | 26,94            | 22,34            | 17,77            | 12,88            | 9,84             |                  |
| Середня температура, °C                       | 5,32             | 5,78             | 8,82             | 11,92            | 16,96            | 21,26            | 23,72            | 23,55            | 18,95            | 14,38            | 9,48             | 6,46             |                  |
| Середній мінімум, °C                          | 0,24             | 0,68             | 3,74             | 6,84             | 11,87            | 16,18            | 20,32            | 20,14            | 15,55            | 10,99            | 6,08             | 3,06             |                  |
| Норма опадів, мм                              | 77               | 62               | 68               | 73               | 64               | 73               | 50               | 75               | 89               | 114              | 118              | 91               |                  |
| Середньомісячна швидкість вітру, м/с          | 2.67             | 2.92             | 2.98             | 2.87             | 2.57             | 2.46             | 2.45             | 2.45             | 2.55             | 2.78             | 2.99             | 2.90             |                  |
| Середньомісячна сонячна радіація, кДж/м²·день | 4530             | 7400             | 10729            | 15277            | 19570            | 21332            | 22103            | 19390            | 14265            | 9145             | 4976             | 3842             |                  |
| --------------------------------------------- | ---------------- | ---------------- | ---------------- | ---------------- | ---------------- | ---------------- | ---------------- | ---------------- | ---------------- | ---------------- | ---------------- | ---------------- | ---------------- |
| Джерело:                                      |                  |                  |                  |                  |                  |                  |                  |                  |                  |                  |                  |                  |                  |